# 金輔炅
金 輔炅（キム・ボギョン、1990年5月16日 - ）は、韓国の女性歌手。忠清南道牙山市出身。ソニー・ミュージックエンタテインメント（韓国）所属。2010年11月16日に「Because Of You」リメークのデジタルシングルアルバムよりデビュー。魅力あるハスキーボイスと歌唱力を持って主にポップロックのジャンルに活躍している。

## 略歴
2010年 Mnetの対国民オーディション番組スーパースターK2に出場、その時はトップ11に上がることはできなかったが、当時哀切で訴える力ある声でケリー・クラークソンの「Because Of You」を歌っで審査委員たちや視聴者たちに感動をあげるため視聴者たちによってトップ11選抜署名運動まで起きるほどイシューになった。その結果ホットイシュー賞を授与してトップ3選抜の時、特別出演で舞台に立つようになった。
2010年11月 ケリー・クラークソンの「Because Of You」 リメークをデジタルシングルアルバムで発表　。同年 12月に韓国のMBC テレビドラマ「逆転の女王」OST 参加。2011年1月24日 一番目ミニアルバム「the First Day」を発売する。発売同時にタイトル曲の「一日一日」は週間音源チャート1位になっている。2011年第1回 ガオンチャートK-POPアワードソロ部門新人賞を受賞し。2012年10月にはまもなくフルアルバム1集「Rockin」を発表した。その以後「Suddenly」「Dramatic」「驚きます」「一人だと思わないで」等の  OSTに連続に参加して「一人だと思わないで」は OST部門 チャート1位になった。

## ディスコグラフィー

### フルアルバム
- 1集 「Rockin」（2012年10月23日）

### ミニアルバム
- 一番目「the First Day」（2011年1月24日）
- 「GroWing」（2011年9月21日）

### デジタルシングルアルバム
- 「Because Of You」（2010年11月16日）
- 「I Go」（2010年12月14日）- MBCテレビドラマ「逆転の女王」OST
- 春のように（2011年3月16日）
- 忘れても消しても　（2011年5月18日）
- 「Suddenly」（2011年6月15日）- SBSテレビドラマ「シティーハンター in Seoul」OST
- 「Without U」（2011年11月14日）
- エコー（2011年12月22日）
- 目を閉じても（2012年2月17日）
- 何してる（2012年3月20日）
- 「Dramatic 」（2012年4月13日）-  SBSテレビドラマ「ばかお母さん」OST
- 「One Thing」　 (Acoustic Ver.) 」（2012年6月21日）
- 私に何をしたの（2012年6月26日）
- 驚きます（2012年8月29日）- MBCテレビドラマ「アラン使道伝」OST
- 私を横たえる（2012年10月30日）
- 一人だと思わないで （2012年12月24日）- KBS 2TVテレビドラマ「ゆれながら咲く花（学校2013）」OST
- 雨蛙 （2013年1月15日）- KBS 2TVテレビドラマ「ゆれながら咲く花（学校2013）」OST
- 愛おわり（2013年05月10日）
- 胸を襲ったも （2013年9月4日）- MBCテレビドラマ「Two Weeks」OST

### ミュージック・ビデオ
- 「Because Of You」　（2010年11月16日）
- 「I Go」　（2010年12月14日）- MBCテレビドラマ「逆転の女王」OST
- 「一日一日」（2011年1月24日）- ミニアルバム「the First Day」タイトル曲
- 春のように（2011年3月15日）
- 「Suddenly」（2011年6月11日）- SBSテレビドラマ「シティーハンター in Seoul」OST
- 痛い（2011年9月22日）-  ミニアルバム「GroWing」タイトル曲
- 驚きます（2012年10月26日）-  MBCテレビドラマ「アラン使道伝」OST
- 「Rocking」（2012年10月23日）- フルアルバム「Rockin」タイトル曲
- 一人だと思わないで （2013年1月10日）- KBS 2TVテレビドラマ「ゆれながら咲く花」（学校2013）」OST
- 胸を襲ったも（2013年9月4日）- MBCテレビドラマ「Two Weeks」OST

## メディア出演

### テレビ音楽番組
- エムカウントダウン（2011年1月27日、Mnet）
- ミュージックバンク（2011年2月1日、kbs2）
- エムカウントダウン（2011年2月10日、Mnet）
- 人気歌謡（2011年2月13日、SBS）
- エムカウントダウン（2011年2月17日、Mnet）
- 愛のリクエスト（2011年2月19日、KBS1）
- 光州コンサートピル（2011年2月22日、KBS光州放送総局）
- エムサウンドフレックス（2011年3月5日、Mnet）

## 主なイベント
- 第1目ファンイベント （2011年1月29日）[12]
- 2011慶州韓流ドリームコンサート（2011年10月3日）[13]
- MnetスーパースターK4 開幕式 コンサート（2012年8月15日）[14]

## 受賞歴
- ホットイシュー賞（2010年10月15日、MnetスーパースターK2）
- 第1回ガオンチャートK-POPアワード ソロ部門新人賞（2012年2月22日）